# UFC 199
UFC 199: Rockhold vs. Bisping II foi um evento de artes marciais mistas promovido pelo Ultimate Fighting Championship ocorrido em 4 de junho de 2016 no The Forum, em Inglewood, na Califórnia.

## Background
Será a primeira, vez que a organização vai realizar um evento em Inglewood, Califórnia.
A luta principal, estava prevista para ser a revanche entre o atual campeão dos Medios Luke Rockhold e ex-campeão Chris Weidman. na primeira luta entre eles no UFC 194,  Rockhold venceu  Weidman por TKO no quarto round. Porém, Chris Weidman foi retirado do evento por contusão, anunciada no dia 17/05. O novo adversário de Luke Rockhold será o inglês Michael Bisping.
O co-main event, é esperado para ser o encerramento da trilogia, entre atual campeão dos Galos Dominick Cruz e ex-campeão do WEC Urijah Faber.
Dennis Siver era esperado para enfrenta a lenda BJ Penn, porem, uma lesão não divulgada o retirou da luta e ele foi substituído por Cole Miller. No dia 23 de maio, no entanto,  BJ Penn foi retirado do card do UFC 199 após declarar ter sido flagrado em um exame anti-doping e foi substituído por Alex Caceres 

## Card Oficial
Nota 1 Pelo Cinturão Peso-Médio do UFC.

Nota 2 Pelo Cinturão Peso-Galo do UFC.

## Bônus da Noite
Os lutadores receberam $50.000 de bônus
- Luta da Noite:  Polo Reyes vs.  Dong Hyun Ma
- Performance da Noite:  Michael Bisping e  Dan Henderson